# Titans (3.ª temporada)
A terceira temporada da série de super-heróis de super-heróis estadunidense Titans estreou na HBO Max em Agosto de 2021. A produção executiva foi de Akiva Goldsman, Geoff Johns, Greg Berlanti, Sarah Schechter e Greg Walker, com Walker atuando como showrunner pela terceira temporada consecutiva. Criada por Goldsman, Johns e Berlanti, a série é baseada na equipe da DC Comics, Jovens Titãs. Brenton Thwaites, Anna Diop, Teagan Croft, Ryan Potter, Curran Walters, Conor Leslie, Chelsea Zhang, Joshua Orpin, Minka Kelly e Alan Ritchson voltam ao elenco principal da temporada anterior, acompanhados pela estrela convidada da 2ª temporada, Damaris Lewis.
A terceira temporada de Titãs foi confirmada pouco antes da conclusão da segunda temporada em 2019. As filmagens estavam programadas para começar no ano seguinte, com a temporada estreando no final de 2020. No entanto, devido à pandemia de COVID-19, a produção foi adiada antes que as filmagens pudessem início. A produção foi retomada em outubro de 2020 e concluída em junho de 2021. A terceira temporada foi a primeira a ser lançada diretamente na HBO Max estadunidense após a aquisição da programação original do DC Universe.

## Episódios
| N.º na série | N.º na temp. | Título                                                                        | Dirigido por      | Escrito por                         | Lançamento             |
| ------------ | ------------ | ----------------------------------------------------------------------------- | ----------------- | ----------------------------------- | ---------------------- |
| 25           | 1            | "Barbara Gordon" "(Barbara Gordon)" (BR)                                      | Carol Banker      | Richard Hatem & Geoff Johns         | 12 de agosto de 2021   |
| 26           | 2            | "Red Hood" "(Capuz Vermelho)" (BR)                                            | Carol Banker      | Tom Pabst                           | 12 de agosto de 2021   |
| 27           | 3            | "Hank & Dove" "(Hank & Columba)" (BR)                                         | Millicent Shelton | Jamie Gorenberg                     | 12 de agosto de 2021   |
| 28           | 4            | "Blackfire" "(Estrela Negra)" (BR)                                            | Millicent Shelton | Stephanie Coggins                   | 19 de agosto de 2021   |
| 29           | 5            | "Lazarus" "(Lázaro)" (BR)                                                     | Boris Mojsovski   | Bryan Edward Hill                   | 26 de agosto de 2021   |
| 30           | 6            | "Lady Vic" "(Lady Vic)" (BR)                                                  | Nick Gomez        | Joshua Levy & Prathi Srinivasan     | 2 de setembro de 2021  |
| 31           | 7            | "51%" "(51%)" (BR)                                                            | Nick Gomez        | Kate McCarthy                       | 9 de setembro de 2021  |
| 32           | 8            | "Home" "(Casa)" (BR)                                                          | Larnell Stovall   | Tom Pabst                           | 16 de setembro de 2021 |
| 33           | 9            | "Souls" "(Alma)" (BR)                                                         | Boris Mojsovski   | Richard Hatem                       | 23 de setembro de 2021 |
| 34           | 10           | "Troubled Water" "(Água contaminada)" (BR)                                    | Larnell Stovall   | Melissa Brides                      | 30 de setembro de 2021 |
| 35           | 11           | "The Call Is Coming from Inside the House" "(Chamado de dentro de casa)" (BR) | Carol Banker      | Stephanie Coggins                   | 7 de outubro de 2021   |
| 36           | 12           | "Prodigal" "(Pródigo)" (BR)                                                   | Carol Banker      | Jamie Gorenberg & Bryan Edward Hill | 14 de outubro de 2021  |
| 37           | 13           | "Purple Rain" "(Chuva roxa)" (BR)                                             | Chad Lowe         | Richard Hatem & Greg Walker         | 21 de outubro de 2021  |

## Elenco e personagens

### Principal
- Brenton Thwaites como Richard "Dick" Grayson / Asa Noturna
  - Viktor Sawchuk como o jovem Dick Grayson
- Anna Diop como Koriand'r / Kory Anders / Estelar
- Teagan Croft como Rachel Roth
- Ryan Potter como Garfield "Gar" Logan
- Conor Leslie como Donna Troy / Moça Maravilha
- Curran Walters como Jason Todd / Capuz Vermelho
- Chelsea Zhang como Rose Wilson
- Joshua Orpin como Conner / Superboy
- Damaris Lewis como Komand'r / Estrela Negra
- Minka Kelly como Dawn Granger / Columba
- Alan Ritchson como Hank Hall / Rapina
- Savannah Welch como Barbara Gordon / Oráculo.[1]
- Vincent Kartheiser  como Dr. Jonathan Crane[2]

### Recorrente
- McKinley Freeman como Justin Cole

### Convidados
- Iain Glen como Bruce Wayne.[3]
- Jay Lycurgo como Tim Drake.[4]
- Wendy Crewson como Valeska
- Karen Robinson como Vee
- Paulino Nunes como Sanchez
- Eve Harlow como Molly Jensen
- Krista Bridges como Dra. Leslie Tompkins
- Dylan Trowbridge como Pete Hawkins
- Kimberly-Sue Murray como Lady Vic
- Raven Dauda como GCPD Administrator
- Dov Tiefenbach como Gizmo
- Ryan Allen e Chantria Tram como Jack e Janet Drake[5]
- Rose Napoli como Trina Holmes
- Al McFoster como Rafelson Roberts
- Anthony J. Mifsud como Santiago Perez
- Danny Smith como Tod
- Kris Siddiqi como Dr. Artie Kind
- Maxime Savaria como Bivens
- Sharon Ferguson como Queen Luand'r

## Produção

### Desenvolvimento
Algumas semanas antes de a segunda temporada ser concluída, Titans foi renovada para uma terceira temporada em novembro de 2019. DC anunciou que a terceira temporada iria estrear no quarto trimestre de 2020, com as filmagens programadas para começar no início do ano. Antes do início oficial das filmagens, no entanto, a pandemia de COVID-19 em março de 2020 forçou a produção a ser temporariamente suspensa. O produtor executivo Akiva Goldsman afirmou dois meses depois que as filmagens da terceira temporada ainda não haviam ocorrido, mas começariam "o mais rápido possível".
Durante o atraso da produção, o diretor de criação da DC Jim Lee anunciou que a série passaria do DC Universe para o HBO Max, que foi lançado em 2020. A terceira temporada será a primeira a ser lançada na HBO Max.

### Roteiro
No DC FanDome em agosto de 2020, o showrunner Greg Walker anunciou que a terceira temporada aconteceria em Gotham City e apresentaria o Capuz Vermelho, Jonathan Crane e Barbara Gordon. Mais tarde, foi revelado que a temporada pretendia usar o cenário de São Francisco de seu antecessor, mas as filmagens foram empurradas para os meses de outono e inverno, resultando na transferência da história para Gotham. Durante o painel estendido da FanDome em setembro, Walker sugeriu que Donna Troy retornaria para a 3ª temporada, apesar da morte do personagem na temporada anterior.

### Escolha do elenco
Os regulares da série Brenton Thwaites, Anna Diop, Teagan Croft, Ryan Potter, Curran Walters, Conor Leslie, Chelsea Zhang, Joshua Orpin, Minka Kelly e Alan Ritchson reprisam seus papéis como Dick Grayson, Kory Anders, Rachel Roth, Gar Logan, Jason Todd , Donna Troy, Rose Wilson, Conner, Dawn Granger e Hank Hall, ao lado de Damaris Lewis como Estrela Negra, que foi promovido como regular da série após estrelar como convidado na temporada anterior.

### Filmagens
Depois de ser adiada pela pandemia de COVID-19, as filmagens estão programadas para começar em 13 de outubro de 2020 e terminar em 10 de junho de 2021.